# Borsos család

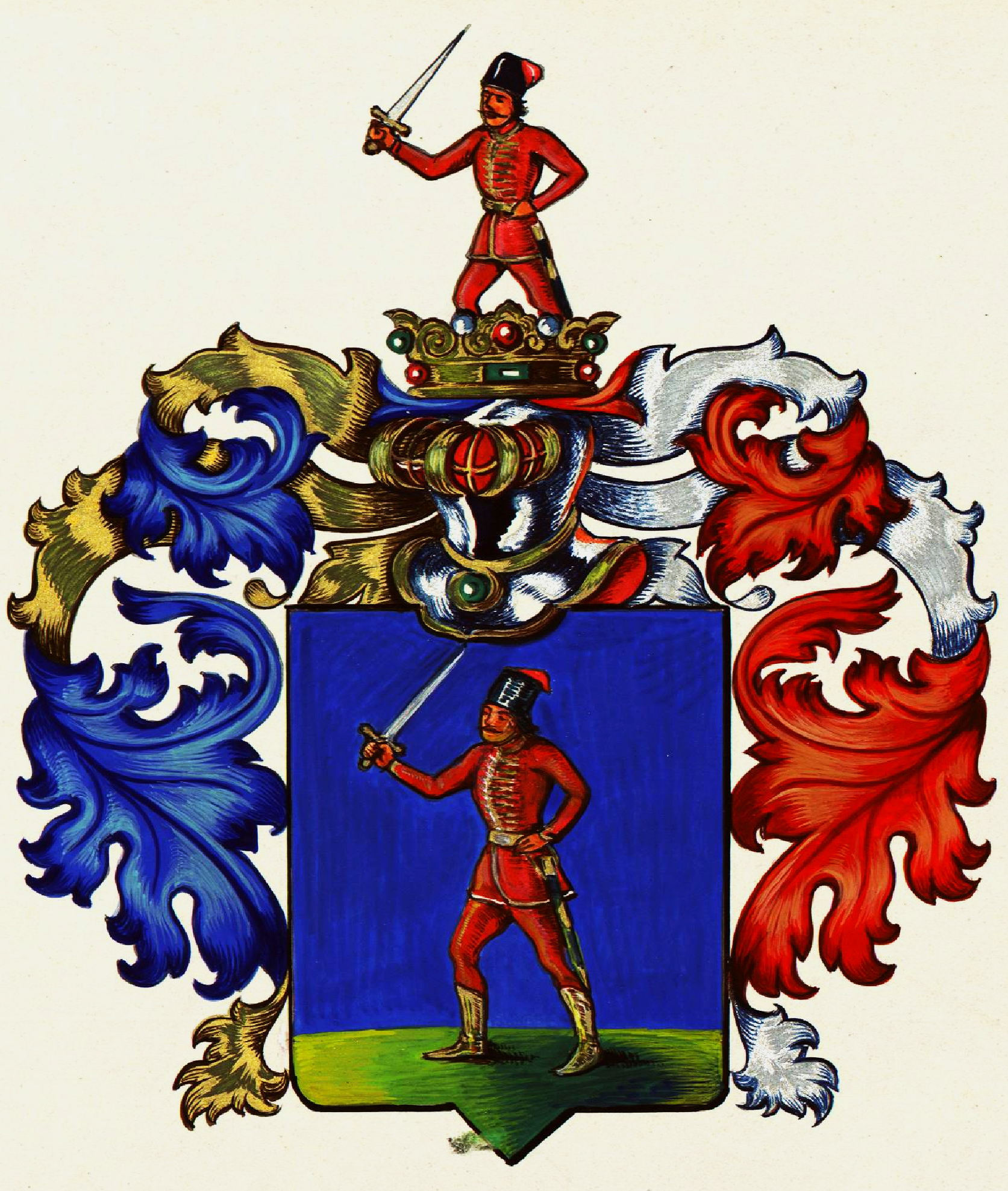
A Borsos család címere

A Borsos család régi magyar kisbirtokos nemesi család, amely Zala vármegyéből ered és több vármegyébe elszármazott.

## Története
A Borsos család címeres nemeslevelét Zala vármegye 1647. november 9-ei, Körmenden tartott közgyűlésén hirdették ki. A közgyűlésen bemutatták III. Ferdinánd magyar király 1647. február 7-én, Pozsonyban kelt beleegyező levelét gróf alsólendvai Bánffy Kristóf özvegye, trakostyáni Draskovits Ilona 1646. június 21-én, Bad Radkersburgban kelt örökvallásáról (fassio perennalis), amelynek erejével Alsószenterzsébeten az általuk lakott jobbágytelket, továbbá az Alsólendvához tartozó Lakos helységben egy jobbágy telket 170 tallérért zálog címén Borsos Tamásnak, feleségének Balaskó Ilonának, lányának, Katalinnak és testvéreinek, Borsos Benedeknek, Istvánnak és Györgynek átengedett azzal, hogy nevezettek személyükben nemesek akarnak lenni. A család címeres nemeslevele 1646. október 1-én Pozsonyban kelt. A család több vármegyébe is elszármazott, a család tagjai közül többen viseltek helyi, megyei és országos tisztséget.

### Zala vármegyei ágak
A család Zala vármegyében maradt tagjairól keveset tudunk. Az ősi családi fészek Alsószenterzsébet, ahonnan a család elszármazott Zala vármegye Alsólendvai járásának több településére. A család leszármazottait 1728-ban már megtaláljuk Kerkabarabáson, Külsősárdon és Reszneken, 1790-ben Alsólendván írják össze a Külsősárdról származó Borsos Istvánt, 1808-tól szerepelnek a nemesek között Zalabaksán és Cupon, ahova Külsősárdról Borsos János telepedett le.
Az 1728-ban, akkor még csak Sárdnak nevezett településen összeírt Borsos Bálint és Mihály alapítói voltak a valamikor 1718 és 1738 között Belsősárdból kivált Külsősárdnak, 1738-ban már Külsősárdon írják össze őket nemesként.
A család tagjainak más vármegyékbe való elszármazása a zala vármegyei ág vonatkozásában is jellemző volt.
Borsos Márton, András, István és Ferenc nemességét az 1646-ban kelt címeres nemeslevél alapján Veszprém vármegye 1715. december 17-én Pápán tartott közgyűlésén hirdették ki. A négy testvér a nemességszerző Borsos Tamástól származtatta magát. Az 1715-ös országos összeírás Pápán Mártont és Andrást eltiltott csapóként, Istvánt eltiltott szabóként említi. Öt évvel később, 1720-ban András és István már telket bíró nemesként szerepel az összeírásban. Borsos Márton a pápai református egyház pénztárnoki és gondnoki tisztségét is viselte. Márton lánya, Katalin, szentgyörgyvölgyi Zsoldos Boldizsár felesége. Katalin unokái, szentgyörgyvölgyi Zsoldos János (Köveskál, 1767. május 2. – Pápa, 1832. május 12.) Veszprém megye főorvosa és szentgyörgyvölgyi Zsoldos Katalin (Pápa, 1774 – Pápa, 1830. március 12.), Mándi Márton István tanár, filozófus és nyelvész, a Pápai Református Kollégium felvirágoztatójának felesége.
Alsószenterzsébetről származott Borsos György fia, Benedek, aki szabó mesterséget tanult Pápán. Benedek fiai, István, János és György Pápán éltek, nemességüket Veszprém vármegye előtt 1765-ben igazolták, magukat a nemességet szerző Borsos Tamástól származtatva. Benedek, Imre nevű testvérének dédunokái 1765-ben Csesztregen éltek.

### Benedek főága
Borsos Benedek 1687-ben és 1690-ben a szentgróti végvár hadnagyaként írt levelet Batthyány II. Ádám, a Dunántúli hadak főgenerálisa részére. Batthyány II. Ádám oldalán részt vett 1686-ban Buda visszafoglalásában és jelen volt Kanizsa felszabadításánál 1690-ben. Benedek, György nevű fiától származó unokái, György, András és Ferenc.

#### György ága
Borsos György Zala vármegyéből Erdőhorvátiba költözött. György fiai, János ( – Erdőhorváti, 1825. október 8.) Erdőhorvátiban, András pedig Bodrogkeresztúron élt, nemességüket Zala vármegye 1807. június 22-én kelt bizonyítványa alapján, Abaúj vármegyében 1807. szeptember 1-én hirdették ki. János fia, György ( – Erdőhorváti, 1868. szeptember 5.). György fia, György (Erdőhorváti, 1819. – Tiszanagyfalu, 1881. május 26.) református tanító Tarcalon, később községi jegyző Taktabájon és Tiszanagyfaluban.

#### András ága
Borsos András Zala vármegyéből Erdőhorvátiba települt. András fiai, János és András. János Nagygéresre települt. János fia, János (Nagygéres, 1782. június 22. – ) nemességét Zala vármegye 1842. április 11-én kelt bizonyítványa alapján, 1842. november 30-án hirdették ki Zemplén vármegyében. János fiai, Péter és József. Péter (Nagygéres, 1806. december 5. – Nagygéres, 1895. december 23.) fia, György (Nagygéres, 1839. február 13. – Nagygéres, 1898. szeptember 14.) gazdatiszt. György fiai, István (Vajdácska, 1872. augusztus 14. – Morgantown, 1943. május 8.) az Amerikai Egyesült Államokban működő magyar református lelkész és József Kálmán (Makkoshotyka, 1875. november 13. – ) királyi ügyész, a Szolnoki Királyi Ügyészség elnöke. József fiai, József Zoltán (Sátoraljaújhely, 1901. január 6. – Budapest, 1981. július 5.) építőmérnök, egyetemi tanár, a műszaki tudományok doktora és Béla Sándor (Beregszász, 1913. július 31. – Budapest, 1991. október) művészettörténész, építészmérnök.
Borsos József, a Szolnoki Királyi Ügyészség elnöke és fiai, József és Béla nemességét a Belügyminisztérium 1938-ban igazolta. A család ezen ága a szentgróthi előnevet használta, feltehetően a család őse, Borsos Benedek, a szentgróti végvár hadnagyának emléke előtt tisztelegve.

#### Ferenc ága
Borsos Ferenc ( – Zalaszentgrót, 1763) Aranyodban élt, ahol Zala vármegye 1759-ben tartott nemességvizsgálata során igazolta nemességét. Ferenc fiai, György (Zalaszentgrót, 1731. április 17. – ), lovas tizedes az Eszterházy Huszárezredben, előbb Erdőbényébe, utóbb Kaposra települt, Zala vármegye 1773-ban tartott nemességvizsgálata során igazolta nemességét, Ferenc (Zalaszentgrót, 1733. augusztus 4. – ) és Pál (Zalaszentgrót, 1744. december 14. – ), aki szintén az Eszterházy Huszárezredben szolgált katonaként.

### György főága
Borsos György 1666. január 13-án szerepel Csajágon a nemesek között. György fiai, János, Gergely és Márton, akik 1683-ban közösen veszik meg a Csajágtól nem messze fekvő Sári pusztát.

#### János ága
Borsos János feleségével, Őrsi Margittal, fiával, Istvánnal, Zsuzsanna nevű lányával, valamint rokonaival, Bándi Imrével, annak feleségével, Szy Judittal és gyermekeivel, Erzsébettel és Judittal I. Lipót magyar királytól kapott címeres nemeslevelet, amely 1676. május 1-én kelt Bécsben. A nemességszerzést még abban az évben kihirdették Veszprém vármegye közgyűlésén. A nemességet szerző János testvéreivel, Gergellyel és Mártonnal 1683-ban vásárolta meg Sári pusztát. János fiai, János és István, lánya, Zsuzsanna.
János gyermekeit, Borsos Istvánt, Szomjú István feleségét, Borsos Annát és szentkirályszabadjai Rosos János feleségét, Borsos Juditot Pálffy Miklós nádor parancsára 1726-ban iktatták be sári pusztai birtokukba. Szomjú Istvánné Borsos Anna,  Vikár Béla,  magyar etnográfus, műfordító, a Magyar Tudományos Akadémia levelező tagjának, a Kalevala műfordítójának, illetve kenesei Kenessey Béla építőmérnök, vízmérnök, miniszteri tanácsos, a magyar vízügyi szolgálat jelentős alakjának egyik szépanyja, valamint abai Arany Bálint (Aba, 1854. február 28. – Gyömrő, 1943. január 16.), somogyviszlói, később rinyaújlaki református tanító, elemi iskolai igazgató, a református egyházi zsinat képviselőjének és az Országos Református Tanítóegyesület díszelnökének egyik ükanyja.
Zsuzsanna nemes Bándi István felesége, csajági Csajághy Károly, kúriai bírói címmel kitüntetett bíró, a Veszprémi Királyi Törvényszék elnökének, a Magyar Országos Dalosszövetség alelnökének szépanyja.
István fiai, János és István. János fiai, János, István, György és Mihály, nemességüket Fejér vármegye 1769. október 9-ei, valamint Tolna vármegye 1770. január 4-ei közgyűlésén hirdették ki.

##### János alága
Borsos János Cecén telepedett le. János fiai közül Pál ( – Sáregres, 1835. november 4.) Sáregresre költözött, József (Cece, 1778. április 22. – ) pedig uradalmi tiszttartó volt a Zichy család fejér vármegyei és a Gyürky család nógrád vármegyei és temes vármegyei birtokain, később Baján telepedett le, részére Fejér vármegye 1822. március 11-12. között tartott közgyűlése állított ki nemesi bizonyságlevelet. János lánya, Judit Szederkényi György kálozi református lelkész felesége, nemes Kulifay Elek tordinci református lelkész és egyházszervező anyai nagyanyja.

##### György alága
Borsos György ( – Pálfa, 1790. október 22.) Pálfán telepedett le. György fia, György ( – Pálfa, 1786. december 15.). György lánya, Sára (Pálfa, 1777. július 24. – Pálfa, 1838. december 12.) Porteleki István felesége, Lázár Ervin Kossuth-díjas magyar író, elbeszélő, meseíró, a Digitális Irodalmi Akadémia alapító tagjának egyik ősanyja.

##### Mihály alága
Borsos Mihály ( – Bölcske, 1776. december 11.) 1752-től cecei, majd 1760 és 1772 között bölcskei református lelkész. Mihály fiai, Mihály jászkiséri ügyvéd, Sándor túrkevei, később abádszalóki jegyző és Pál bölcskei lakos részére Tolna vármegye állított ki bizonyságlevelet 1801. szeptember 10-én, amivel nemességüket igazolták Heves vármegyében. Sándor fia, Károly lippai tímár nemességét az 1801-ben kelt bizonyságlevél alapján hirdették ki Temes vármegye 1829. szeptember 14-én tartott közgyűlésén.
Tekintettel arra, hogy az egyházi anyakönyvek nem minden esetben állnak rendelkezésre a családfa nem minden ága köthető össze egyértelműen.
A család Cecére telepedett ágából származik Borsos Sándor (Dömsöd, 1813. szeptember 3. – Dudar, 1865. április 4.), aki 1846 és 1864 között református tanító volt Dudaron.

#### Gergely ága
Borsos Gergely fiaitól, Györgytől, Pétertől és Gergelytől származó unokáinak nemességét 1768. augusztus 22-én hirdették ki Veszprém vármegyében.

##### György alága
György volt a szépapja Endre (Csajág, 1869. február 15. – ), enyingi református tanítónak és Dezső (Csajág, 1882. december 20. – ), balatonkenesei jegyzőnek.

##### Gergely alága
Gergely fiától, Mihálytól származtatja magát Borsos Endre közigazgatási bíró, a Közigazgatási Bíróság elnöke, lakásügyi kormánybiztos, a budai református egyházközség főgondnoka, az által 1943-ban indított nemességvizsgálat során. Az eljárás nem járt sikerrel, ugyanis a Belügyminisztérium nem látta igazoltnak, azt a családi emlékezetben megmaradt eredettörténetet, miszerint Mihály fia, Mihály (Csajág, 1742. április 27. – ) nagyapja volt István (Kocs, 1798. december 26. – Nagysáp, 1880. december 19.) nagysápi református iskolamesternek, akinek fia, István (Nagysáp, 1840. június 25. – Nagysáp, 1891. március 14.) ászári, később nagysápi református iskolamester, a kérelmező édesapja volt. A dokumentumok hiányara tekintettel a család eredete nem állapítható meg kétséget kizáróan, ugyanakkor a nemességvizsgálati eljárásban a család egyes tagjai és más tanúk által megfogalmazott vallomások azt látszanak igazolni, hogy az a Csajágon honos nemesi családból származik.
István fiai, István (Ászár, 1863. február 8. – Budapest, 1918. április 12.) református lelkész, főiskolai tanár, klasszika-filológus, könyvtáros, numizmatikus, Károly (Vérteskethely, 1871. március 4. – Debrecen, 1933. október 2.) a Mezőtúri Református Kollégium igazgatója és Endre (Nagysáp, 1876. június 6. – ) közigazgatási bíró, a Közigazgatási Bíróság elnöke, lakásügyi kormánybiztos, a budai református egyházközség főgondnoka.
Tekintettel arra, hogy a csajági református egyház legkorábbi anyakönyvei a II. világháború során megsemmisültek a családfa nem minden ága köthető össze egyértelműen.
A család Csajágra telepedett, feltételezhetően a Gergely ágból származik Borsos Endre ( – Káloz, 1891. augusztus 11.) kálozi református tanító is.

## A család címerének leírása
Álló, egyenes, csücsköstalpú pajzs kék mezejében zöld pázsiton hajdú módra öltözött vörös ruhás, sárga csizmás, fekete kalpagos, harcra készen jobbra tartó vitéz balját csípőjén nyugtatja, se jobbjában kivont egyenes kardot villogtat. A pajzson lévő, jobbra fordított, koronás, nyílt lovagsisak dísze: a pajzsbeli vitéz térdtől növekvően. A sisak takarója: jobbról kék-arany, balról vörös-ezüst.

## A család jelentősebb tagjai
- Borsos Benedek, nemességszerző, a szentgróti végvár hadnagya
- Borsos Márton, a pápai református egyház pénztárnoka és gondnoka
- Borsos Mihály (-1776), cecei, később bölcskei református lelkész
- Borsos Mihály (-1796), jászkiséri ügyvéd
- Borsos Sándor (-1810), túrkevei, később abádszalóki jegyző
- Borsos József (1778-), uradalmi tiszttartó a Zichy és a Gyürky családok uradalmaiban
- Borsos István (1798-1880), nagysápi református iskolamester
- Borsos Sándor (1813-1865), dudari református tanító
- Borsos György (1819-1881), tarcali református lelkész, később községi jegyző
- Borsos Endre (-1891), kálozi református tanító
- szentgróthi Borsos György (1839-1898), uradalmi tiszttartó
- Borsos István (1840-1891), ászári, később nagysápi református iskolamester
- Borsos István (1863-1918), református lelkész, főiskolai tanár, klasszika-filológus, könyvtáros, numizmatikus
- Borsos Endre (1869-), enyingi református tanító
- Borsos Károly (1871-1933), református pedagógus, gimnáziumi és főiskolai tanár, a Mezőtúri Református Kollégium igazgatója, klasszika-filológus, vallásfilozófus, szabadkőműves
- szentgróthi Borsos István (1872- ), amerikai magyar református lelkész, misszionárius
- szentgróthi Borsos József (1875- ), királyi ügyész, a Szolnoki Királyi Ügyészség elnöke
- Borsos Endre (1876-), közigazgatási bíró, a Közigazgatási Bíróság elnöke, lakásügyi kormánybiztos, a budai református egyházközség főgondnoka
- Borsos Dezső (1882-), balatonkenesei jegyző
- szentgróthi Borsos József (1901-1981), építőmérnök, egyetemi tanár, a műszaki tudományok doktora
- Borsos László (1903-1975), Ybl Miklós-díjas építészmérnök, építészettörténész, műemlék-restaurátor
- Borsos István József (1904-1936), rajztanár, festő- és szobrászművész
- szentgróthi Borsos Béla (1913-1991), építészmérnök, művészettörténész, egyetemi tanár, a művészettörténeti tudományok kandidátusa, a Magyar Építészeti Múzeum alapítója

## A család jelentősebb nőági leszármazottai
- szentgyörgyvölgyi Zsoldos János (1767-1832), Veszprém megye főorvosa
- szentgyörgyvölgyi Zsoldos Katalin (1774-1830), Mándi Márton István, tanár, filozófus és nyelvész, a Pápai Református Kollégium felvirágoztatójának felesége
- Varró László (1819-1882), Karcag főbírója.
- szentgyörgyvölgyi Zsoldos Ignác (1803-1885),  jogtudós, bírósági tanácselnök, a Magyar Tudós Társaság tagja
- nemes Kulifay Elek (1837-1912),  tordinci református lelkész, egyházszervező
- mándi Márton Antónia ( -1901), jekel- és margitfalvi Jekelfalussy Lajos, magyar katonatiszt, a második Wekerle-kormány honvédelmi miniszterének felesége
- abai Arany Bálint (1854-1943), somogyviszlói, később rinyaújlaki református tanító, elemi iskolai igazgató, a Magyarországi Református Egyház zsinatának képviselője, az Országos Református Tanítóegyesület díszelnöke
- Vikár Béla (1859-1945), magyar etnográfus, műfordító, a Magyar Tudományos Akadémia levelező tagja, a Kalevala műfordítója
- Illésy János (1861-1905), levéltáros, történész, irodalomtörténész
- kenesei Kenessey Béla (1866-1936) építőmérnök, vízmérnök, miniszteri tanácsos, a magyar vízügyi szolgálat jelentős alakja
- csajági Csajághy Károly (1873-1961), kúriai bírói címmel kitüntetett bíró, a Veszprémi Királyi Törvényszék elnöke, a Magyar Országos Dalosszövetség alelnöke
- Lázár Ervin (1936–2006), Kossuth-díjas magyar író, elbeszélő, meseíró, a Digitális Irodalmi Akadémia alapító tagja

## Töredékes leszármazás
- A1. Borsos N.
  - B1. Tamás, felesége: Balaskó Ilona
    - C1. Katalin

  - B2. Benedek a szentgróti végvár hadnagya
    - C1. György
      - D1. György Erdőhorvátiba költözött
        - E1. János (-Erdőhorváti, 1825. október 8.) nemességét Abaúj vármegyében 1807. szeptember 1-én hirdették ki
          - F1. Mihály (-Erdőhorváti, 1831. július 18.)
          - F2. András (-Erdőhorváti, 1866. november 22.)
          - F3. János (-Erdőhorváti, 1831. július 14.)
          - F4. György (-Erdőhorváti, 1868. szeptember 5.) felesége: Erdőhorváti, 1819. szeptember 15. nemes Ungvári Erzsébet ( – Erdőhorváti, 1840. október 23.)
            - G1. György (Erdőhorváti, 1819. – Tiszanagyfalu, 1881. május 26.) református tanító Tarcalon, később községi jegyző Taktabájon és Tiszanagyfaluban, felesége: Tarcal, 1848. május 24. Kovács Mária

        - E2. András Bodrogkeresztúrra költözött, nemességét Abaúj vármegyében 1807. szeptember 1-én hirdették ki

      - D2. András Erdőhorvátiba költözött
        - E1. János Nagygéresre költözött, felesége: nemes Főző Borbála
          - F. János (Nagygéres, 1782. június 22. – ) nemességét Zemplén vármegyében 1842. november 30-án hirdették ki, felesége: Pósa Rozália
            - G1. Péter (Nagygéres, 1806. december 5. – Nagygéres, 1895. december 23.), 1. felesége: Nagygéres, 1835. január 14. Vagrintsits Katalin, 2. felesége: Pál Klára
              - H1. György Nagygéres, 1839. február 13. – Nagygéres, 1898. szeptember 14.) gazdatiszt, felesége: Vajdácska, 1871. február 1. hubói Hubay Berta (Tarcal, 1852. május 29. – Nagygéres, 1928. augusztus 29.)
                - I1. Erzsébet (Vajdácska, 1871. október 15. – )
                - I2. István (Vajdácska, 1872. augusztus 14. – Morgantown, West Virginia, USA, 1943. május 8.) amerikai magyar református lelkész, misszionárius, 1. felesége: N. Mária, 2. felesége: Kertész Erzsébet
                - I3. József Kálmán (Makkoshotyka, 1875. november 13. – ) királyi ügyész, a Szolnoki Királyi Ügyészség elnöke, felesége: Sárospatak, 1900. április 21. sarkadi Nagy Ilona Eszter (Sárospatak, 1882. február 13. – )
                  - J1. József Zoltán (Sátoraljaújhely, 1901. január 6. – Budapest, 1981. július 5.) építőmérnök, egyetemi tanár, a műszaki tudományok doktora, 1. felesége: Budapest, 1931. szeptember 8. Szécsi Terézia Irén (Budapest, 1907. szeptember 28. – ), 2. felesége: Irányi Lujza
                  - J2. Béla Sándor (Beregszász, 1913. július 31. – Budapest, 1991.) építészmérnök, művészettörténész, egyetemi tanár, a művészettörténeti tudományok kandidátusa, a Magyar Építészeti Múzeum alapítója, felesége: Budapest, 1946. pilisi Neÿ Katalin (1915. – 2011.)

                - I4. János (Sárospatak, 1877. június 23. -)
                - I5. Berta (Sárospatak, 1879. július 24. -), férje: Veress István
                - I6. Gyula (Kenézlő, 1881. január 30. -)
                  - J1. István, teológus
                  - J2. Gyula

                - I7. Mária (Sárospatak, 1882. augusztus 24. -)
                - I8. Lajos (Sárospatak, 1886. június 1. -)
                - I9. Ilona (Sárospatak, 1892. augusztus 14. -)

              - H2. Erzsébet (Nagygéres, 1840. augusztus 26. -)
              - H3. Rozália (Nagygéres, 1844. április 5. -)
              - H4. Péter
              - H5. Bertalan

            - G2. József

        - E2. András, Királyhelmecre költözött 
          - F1. János, nemességét Zemplén vármegyében 1842. november 30-án hirdették ki
          - F2. István, nemességét Zemplén vármegyében 1842. november 30-án hirdették ki
          - F3. András, nemességét Zemplén vármegyében 1842. november 30-án hirdették ki

      - D3. Ferenc (-Zalaszentgrót, 1763.) Zala vármegye 1759-ben tartott nemességvizsgálata során igazolta nemességét, felesége: Takács Éva
        - E1. György (Zalaszentgrót, 1731. április 17. -), lovas tizedes az Eszterházy Huszárezredben, előbb Erdőbényébe, utóbb Kaposra költözött, Zala vármegye 1773-ban tartott nemességvizsgálata során igazolta nemességét
        - E2. Ferenc (Zalaszentgrót, 1733. augusztus 4. -)
        - E3. Rebeka (Zalaszentgrót, 1736. május 13. -)
        - E4. Julianna (Zalaszentgrót, 1742. augusztus 30. -)
        - E5. Pál (Zalaszentgrót, 1744. december 14. -), az Eszterházy Huszárezredben szolgált katonaként

  - B3. István
  - B4. György 1666-ban szerepel a csajági nemesek között, felesége: nemes Hénes Gergely lánya, nemes  Hénes N., a feleség családi neve eredetileg csajági Héderhely
    - C1. János 1676-ban szerzett nemességet, 1683-ban megvásárolta Sári pusztát, felesége: Őrsi Margit
      - D1. János, felesége: Kovács Éva
        - E1. István 1726-ban nádor parancsára  beiktatják sári pusztai birtokába
          - F. Zsuzsanna

        - E2. Anna 1726-ban nádor parancsára  beiktatják sári pusztai birtokába, férje: Szomjú István. Szépunokájuk, Vikár Béla,  magyar etnográfus, műfordító, a Magyar Tudományos Akadémia levelező tagja, a Kalevala műfordítója, illetve kenesei Kenessey Béla építőmérnök, vízmérnök, miniszteri tanácsos, a magyar vízügyi szolgálat jelentős alakja. Ükunokájuk, abai Arany Bálint (Aba, 1854. – Gyömrő, 1943. január 16.), somogyviszlói, később rinyaújlaki református tanító, elemi iskolai igazgató, a Magyarországi Református Egyház zsinatának képviselője és az Országos Református Tanítóegyesület díszelnöke.
        - E3. Judit 1726-ban nádor parancsára  beiktatják sári pusztai birtokába, férje: szentkirályszabadjai Rosos János

      - D2. István
        - E1. János
          - F1. János Cecére költözött, nemességét Fejér vármegye 1769. október 9-ei, valamint Tolna vármegye 1770. január 4-ei közgyűlésén hirdették ki
            - G. Pál (- Sáregres, 1835. november 4.) Sáregresre költözött
            - G. József (Cece, 1778. április 22. -) uradalmi tiszttartó volt a Zichy család fejér vármegyei és a Gyürky család nógrád vármegyei és temes vármegyei birtokain, később Baján telepedett le, részére Fejér vármegye 1822. március 11-12. között tartott közgyűlése állított ki nemesi bizonyságlevelet
            - G. Judit, férje: Szederkényi György kálozi református lelkész. Unokájuk, nemes Kulifay Elek tordinci református lelkész, egyházszervező.

          - F2. István nemességét Fejér vármegye 1769. október 9-ei, valamint Tolna vármegye 1770. január 4-ei közgyűlésén hirdették ki
          - F3. György Pálfára költözött, nemességét Fejér vármegye 1769. október 9-ei, valamint Tolna vármegye 1770. január 4-ei közgyűlésén hirdették ki
            - G. György (- Pálfa, 1786. december 15.)
              - H. Sára (Pálfa, 1777. július 24. – Pálfa, 1838. december 12.), férje: Porteleki István. Leszármazottjuk, Lázár Ervin Kossuth-díjas magyar író, elbeszélő, meseíró, a Digitális Irodalmi Akadémia alapító tagja.

          - F4. Mihály 1752-től cecei, majd 1760 és 1772 között bölcskei református lelkész, nemességét Fejér vármegye 1769. október 9-ei, valamint Tolna vármegye 1770. január 4-ei közgyűlésén hirdették ki
            - G. Mihály (- Jászkisér, 1796. május) Tolna vármegye 1801. szeptember 10-én állított ki bizonyságlevelet részére, jászkiséri ügyvéd
              - H. Mária Magdolna (Jászkisér, 1788. február 21. -) férje: Jászkisér, 1810. november 11. Varró István, karcagi ügyvéd. Fiuk Varró László Karcag főbírója, dédunokájuk Illésy János levéltáros.
              - H. Julianna (Jászkisér, 1789. november 7. -) 1. férje: Simoni István hadnagy, 2. férje: nemes Taníttó Sándor mérnök.

            - G. Sándor (- Abádszalók, 1810. május 12.) Tolna vármegye 1801. szeptember 10-én állított ki bizonyságlevelet részére, túrkevei, később abádszalóki jegyző
              - H. Károly lippai tímár, nemességét az 1801-ben kelt bizonyságlevél alapján hirdették ki Temes vármegye 1829. szeptember 14-én tartott közgyűlésén

            - G Pál Tolna vármegye 1801. szeptember 10-én állított ki bizonyságlevelet részére

        - E2. István

      - D3. Zsuzsanna, férje: nemes Bándi István. Szépunokájuk, csajági Csajághy Károly, kúriai bírói címmel kitüntetett bíró, a Veszprémi Királyi Törvényszék elnöke, a Magyar Országos Dalosszövetség alelnöke.

    - C2. Gergely
      - D1. György
        - E. Pál
          - F. Ferenc (Csajág, 1754. – Csajág, 1823. február 5.), felesége: Bödös Katalin
            - G. Ferenc (Csajág, 1786. – Csajág, 1855. március 11.), felesége: Szűcs Sára (- Csajág, 1852. július 2.)
              - H. Péter (Csajág, 1814. március 7. – Csajág, 1862. augusztus 25.), felesége: Csajág, 1839. február 5. Németh Sára
                - I. József (Csajág, 1841. november 21. – Csajág, 1910. március 8.), felesége: Csajág, 1866. január 18. Magyaródi Julianna (- Csajág, 1911. április 3.)
                  - J. Endre (Csajág, 1869. február 15. -) enyingi református tanító, felesége: Enying, 1897. szeptember 4. Csehkis Julianna (Enying, 1878. január 1. -)
                    - K1. Irma (Enying, 1896. június 5. – Budapest, 1962. március 4.) tanítónő, férje: Budapest, 1927. november 20. Hidvéghi Gyula László (Budapest, 1893. június 1. -) mérnök
                    - K2. Julianna (Enying, 1899. február 14. -), férje: Lepsény, 1921. szeptember 22. Gáspár László
                    - K3. Gizella, férje: Lepsény, 1923.április 4. Takács Kálmán

                  - J. Dezső (Csajág, 1882. december 20. -) balatonkenesei jegyző, felesége: Balatonkenese, 1910. február 22. Jónás Julianna (Balatonkenese, 1892. augusztus 3. -)
                    - K. Lenke (Balatonkenese, 1911. augusztus 30. -), férje: Balatonkenese, 1929. január 5. dr. bölöni Agyagási Domonkos (Dicsőszentmárton, 1896. május 1. -) állatorvos

      - D2. Péter
      - D3. Gergely
        - E. Mihály
          - F. Mihály (Csajág, 1742. április 27. -), felesége: Kocs, 1772. február 4. Szabó Erzsébet
            - G. István (Kocs, 1773. augusztus 17. -), felesége: Bácsai Zsuzsanna
              - H. István (Kocs, 1798. december 26. – Nagysáp, 1880. december 19.) nagysápi református iskolamester, felesége: Páty, 1826. december 13. Bori Judit
                - I. István (Nagysáp, 1840. június 25. – Nagysáp, 1891. március 14.) ászári, később nagysápi református iskolamester, felesége: Kocs, 1860. december 11. kocsi Sebestyén Zsuzsanna 
                  - J1. Borbála (Ászár, 1861. október 6.[12] – 1943. október 4.)[13] nagysápi református elemi iskolai igazgatónő
                  - J2. István (Ászár, 1863. február 8.[7] – Budapest, 1918. április 12.)[8] református lelkész, főiskolai tanár, klasszika-filológus, könyvtáros, numizmatikus, felesége: Nagysáp, 1888. december 20. Tscheppen Olga Karolina Erzsébet Jozefa
                    - K1. Irén Olga Erzsébet (Pápa, 1889. szeptember 28.[14] – Pápa, 1918. február 1.)
                    - K2. Olga Mária (Pápa, 1891. április 17.[15] – ), férje: Pápa, 1914. november 5.[16] Barkász Károly (Liptószentmiklós, 1888. április 21. – Budapest, 1943. december 13.) a Pápai Református Kollégium főgimnáziumi tanára, zágrábi MÁV középiskolai tanár, később MÁV számtanácsos
                    - K3. Lilla (Pápa, 1892. május 9.[17] – ) okleveles tanítónő
                    - K4. István Tibor (Pápa, 1893. július 25.[18] – Pápa, 1902. október 25.)[19]
                    - K5. Andor Károly (Pápa, 1895. február 5.[20] – Pápa, 1895. október 19.)[21]
                    - K6. Jenő ( – Pápa, 1903. szeptember 18.)[22]
                    - K7. Gyöngyi (Pápa, 1904. március 7. – ), férje: Budapest, 1925. szeptember 26.[23] Papy Béla (Hódmezővásárhely, 1902. június 25. – ) magánhivatalnok

                  - J3. Zsuzsanna (Ászár, 1865. augusztus 15.[24] – Ászár, 1865. augusztus 15.)
                  - J4. Jolán (Ászár, 1867. október 6.[25] – Nagysáp, 1890. július 16.), férje: Tordai János, magyar királyi csendőrőrsvezető
                  - J5. Dezső (Ászár, 1869. február 22.[26] – Szombathely, 1904. szeptember 4.),[27] felesége: Pápa, 1894. május 6.[28] Poór Irén Etelka
                  - J6. Károly (Vérteskethely, 1871. március 4.[9] – Debrecen, 1933. október 2.)[10][11] a Mezőtúri Református Kollégium igazgatója, felesége: Pápa, 1897. július 14.[29] perlaki Perlaky Izabella (Ella) (Pápa, 1873. november 30. – Mezőtúr, 1962.)
                  - J7. Lenke Kornélia (Vérteskethely, 1872. augusztus 12.[30] – Debrecen, 1940. április 27.) férje: Mohácsy Bálint
                  - J8. Endre (Nagysáp, 1874. január 30.[31] – Nagysáp, 1874. július 19.)
                  - J9. Gizella (Nagysáp, 1875. április 22.[32] – Nagysáp, 1875. július 15.)
                  - J10. Endre (Nagysáp, 1876. június 6.[33] – ) közigazgatási bíró, a Közigazgatási Bíróság elnöke, lakásügyi kormánybiztos, a budai református egyházközség főgondnoka, felesége: Schirkhuber Laura Vilma
                    - K1. Endre Károly (Pápa, 1901. október 11.[34] – Budapest, 1957. május 5.)[35] építészmérnök, felesége: Budapest, 1940. Erdélyi Szidónia Erzsébet
                    - K2. László Iván (Székesfehérvár, 1903. március 29.[36] – Budapest, 1975. január 3.)[37] Ybl Miklós-díjas építészmérnök, építészettörténész, műemlék-restaurátor, felesége: Budapest, 1945. Herolt Etelka
                    - K3. István József (Székesfehérvár, 1904. december 13.[38] – Budapest, 1936. január 19.)[39] rajztanár, festő- és szobrászművész, felesége: Budapest, 1933. szeptember 30.[40] Szalmásy Ilona (Budapest, 1915. március 26. – )
                    - K4. József Tamás (Székesfehérvár, 1909. november 9.[41] – 1976)
                    - K5. Károly Ferenc (Székesfehérvár, 1912. február 14.[42] – )
                    - K6. Géza Vilmos (Budapest, 1914. szeptember 1. – Budapest, 1947. április 23.)[43] járásbíró, ítélőtáblai tanácsjegyző, tartalékos tüzérhadnagy, felesége: Kecskemét, 1945. április 7.[44] Imre Mária
                    - K7. Ferenc Zoltán (Budapest, 1916. augusztus 27. – 1983. október 17.)[45] felesége: Budapest, 1943. június 23. Schéry Edit

                  - J11. Béla Lajos (Nagysáp, 1878. február 7.[46] – Nagysáp, 1878. július 16.)
                  - J12. Béla Lajos (Nagysáp, 1879. június 6.[47] – Szovjetunió, 1919. november 11.) nagysápi főtanító, hősi halált halt gyalogos katona orosz hadifogságban, felesége: László Erzsébet
                  - J13. Margit Irma (Nagysáp, 1881. március 22.[48] – Nagysáp, 1886. augusztus 20.)
                  - J14 Ilona (Nagysáp, 1883. május 29.[49] – Budapest, 1962. január ), férje: Bossányi Iván
                  - J15. Irma (Nagysáp, 1886. január 2.[50] – ) tanító, férje: Nagysáp, 1910. november 14. Tóth József tanító

        - E. Márton

    - C3. Márton